# Victor Emery (bobsleigh)
Pour les articles homonymes, voir Victor Emery et Emery.
Victor Emery, né le 28 juin 1933 à Montréal, est un bobeur canadien.
Il est sacré champion olympique en bob à quatre en 1964 à Innsbruck, avec Peter Kirby, Douglas Anakin et son frère John Emery. Aux championnats du monde de 1965, il est médaillé d'or en bob à quatre et de bronze en bob à deux.

## Palmarès

### Jeux Olympiques
- : médaillé d'or en bob à 4 aux JO 1964.

### Championnats monde
- : médaillé d'or en bob à 4 aux championnats monde de 1965.
- : médaillé de bronze en bob à 2 aux championnats monde de 1965.